# Passendale (Zonnebeke)

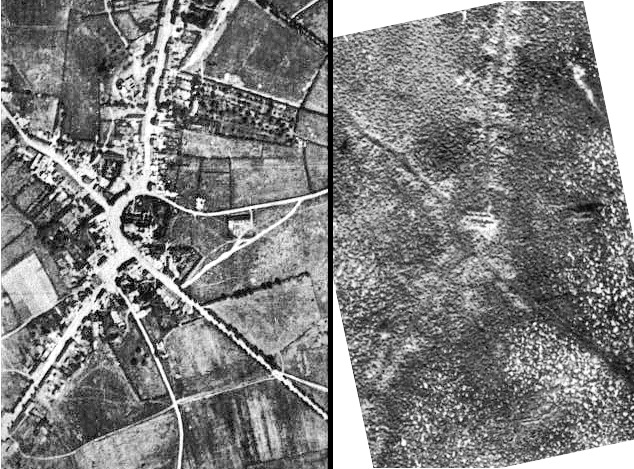
Passendale vor und nach der dritten Flandernschlacht

Passendale (auch Passchendaele) ist ein Ortsteil der Gemeinde Zonnebeke in der belgischen Provinz Westflandern, auf halbem Weg zwischen Ypern und Roeselare.

## Erster Weltkrieg

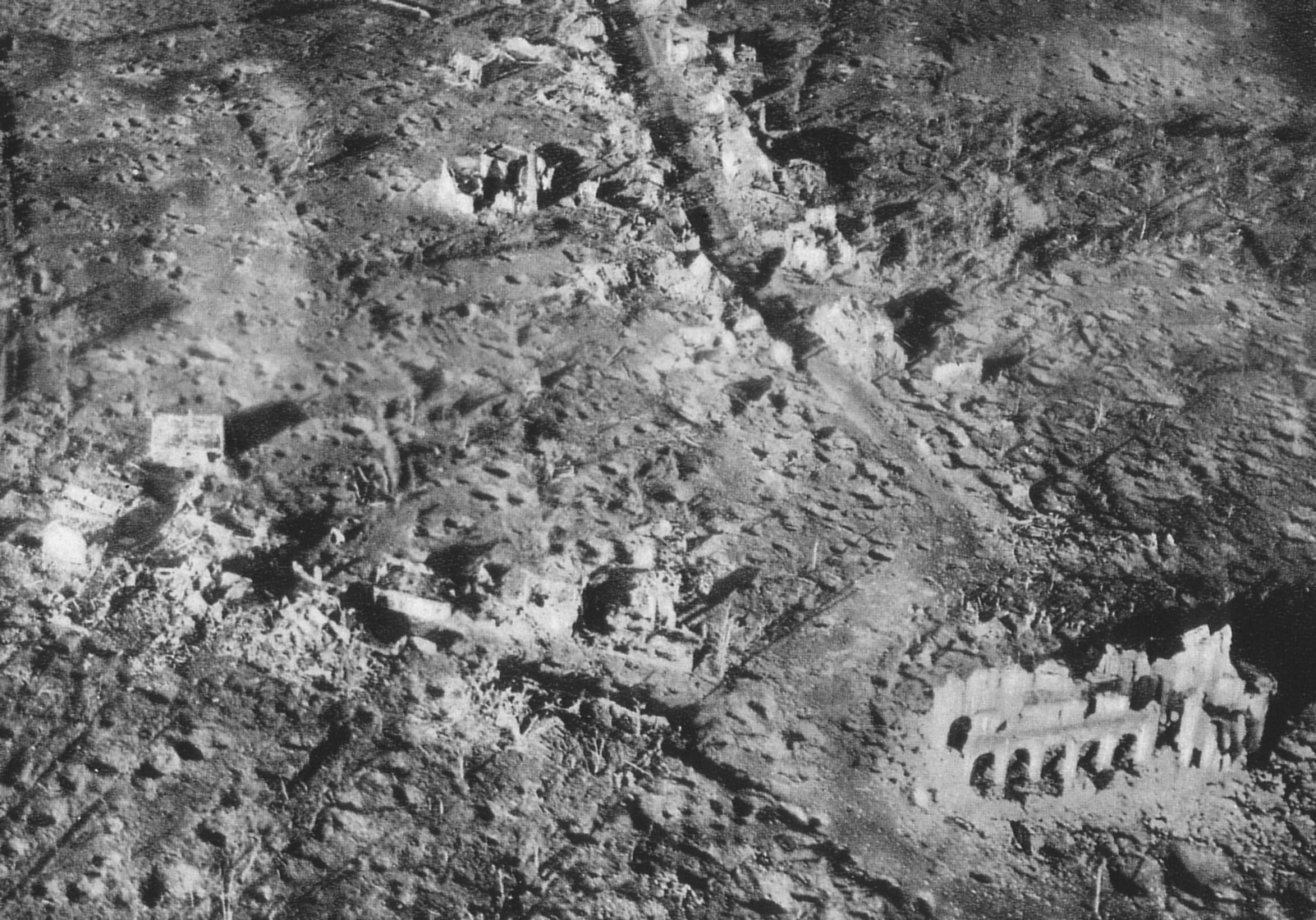
Luftbild des mit Granattrichtern übersäten und zerstörten Ortes mit Kirche unten rechts, um 1918

Der Ort war im Ersten Weltkrieg heftig umkämpft. Passendale befand sich nach der Ersten Ypernschlacht hinter der deutschen Frontlinie, wurde aber in der Dritten Ypernschlacht (auch Dritte Flandernschlacht) 1917 von Einheiten des Vereinigten Königreichs und Kanadas unter größten Verlusten erobert. Da die Schlacht mit der Eroberung des Dorfes endete, wird die gesamte Schlacht im englischen Sprachgebrauch mit dem Synonym „Passchendaele“ bezeichnet. Bei dieser Schlacht wurden das Gebiet und die Siedlungen Zonnebekes völlig verwüstet. In der Umgebung von Passendale gibt es zahlreiche Denkmale und Soldatenfriedhöfe der Gefallenen des Ersten Weltkrieges.

## Erinnerungskultur
Die Kämpfe um Passendale  spielen insbesondere in der Erinnerungskultur Kanadas eine Rolle, wo sie als Kristallisationspunkt auf dem Weg von einer britischen Kolonie zu einer eigenständigen Nation gesehen werden. 2008 drehte der kanadische Regisseur und Schauspieler Paul Gross  den Kriegsfilm Das Feld der Ehre – Die Schlacht von Passchendaele (2008), der vor dem Hintergrund der Ereignisse von 1917 spielt.